# Ivan Sergeyev (cầu thủ bóng đá)
Bản mẫu:Eastern Slavic name
Ivan Vladimirovich Sergeyev (tiếng Nga: Иван Владимирович Сергеев; sinh ngày 11 tháng 5 năm 1995) là một cầu thủ bóng đá người Nga. Anh thi đấu cho F.K. Tambov.

## Sự nghiệp câu lạc bộ
Anh ra mắt chuyên nghiệp tại Giải bóng đá chuyên nghiệp quốc gia Nga cho FC Strogino Moskva vào ngày 19 tháng 4 năm 2014 trong trận đấu với F.K. Lokomotiv-2 Moskva.